# Virginal
En virginal (på äldre engelska även stavat virginall) är ett lådformat enmanualigt klaverinstrument med strängarna parallella med klaviaturen vilket ger lådan en rektangulär form. Beteckningen virginal är vanligare på engelska och musikinstrumentet kallas ofta bara spinett på svenska. Tonbildningssättet är i princip lika med cembalons.
Virginalen var vanligt förekommande under 1500- och 1600-talen och vid sidan om lutan det instrument som bar upp den blomstrande instrumentalmusiken i England under den elisabetanska tiden, med de så kallade virginalisterna - bland andra John Bull, William Byrd och Orlando Gibbons.